# Tidlig kristen kunst og arkitektur
Tidlig kristen kunst og arkitektur (palæokristen kunst) er den kunst der blev frembragt af kristne eller under kristent mæcenat eller beskyttelse i kristendommens tidligste periode, engang mellem 260 og 525 – afhængigt af den definition, der anvendes.
I praksis overlevede identificerbar kristen kunst kun fra det 2. århundrede og fremefter.
Senest efter omkring 550 betegnes kristen kunst som byzantinsk eller anden regional type.
Det er ikke let at fastlægge begyndelsen på egentlig kristen kunst.
Før år 100 kan kristne have været begrænset i deres mulighed for at fremstille varig kunst af deres situation som forfulgt gruppe; for tilhængere fra lavere sociale lag kan mangel på midler have været afgørende; endelig kan antallet af tilhængere ganske enkelt ikke have været særlig stor.
De gammeltestamentlige restriktioner for fremstilling af udskårne billeder (en afgud eller fetish udskåret i træ eller sten, dvs. afgudsdyrkelse) kan også have afholdt kristne fra at fremstille kunst.
De kan også have fremstillet eller købt ikonografi med hedensk baggrund, men givet det kristne betydninger, som de senere gjorde.
Hvis det var tilfældet, ville 'kristen kunst' ikke umiddelbart kunne erkendes som sådan.
Tidlig kristendom brugte de samme kunstneriske udtryksmedier som den omkringliggende hedenske kultur, herunder fresko, mosaik, skulptur og illuminerede manuskripter.
Der blev også anvendt romerske stilarter.
Sen klassisk stil indbefattede en proportional gengivelse af menneskets krop og impressionistisk fremstilling af rummet.
Sen klassisk stil ses i tidlige kristne fresker som dem i katakomberne i Rom, der omfatter de fleste eksempler på den tidligste kristne kunst.
Tidlig kristen kunst og arkitektur overtog og tilpassede romerske motiver og hedenske symboler.
Blandt motiverne var påfugl, vinranke og 'den gode hyrde'.
De tidlige kristne udviklede også deres egen ikonografi, for eksempel var symboler som fisken (ikhthus) ikke overtaget fra hedensk ikonografi.
Tidlig kristen kunst inddeles i forskningen sædvanligvis i to perioder: før og efter enten Milano-ediktet fra 313 − 'Kirkens triumf' under Konstantin den Store, 'den konstantinske vending' − eller man bruger første koncil i Nikæa i 325 som markering.
Den tidligere periode bliver kaldt den prækonstantinske eller førnikænske periode og perioden derefter: 'perioden med de første syv økumeniske konciler'.
Afslutningen på perioden med tidlig kristen kunst – som ifølge kunsthistorikere sker i perioden fra 400-tallet til 600-tallet – ligger således en del senere end udgangen af perioden for 'tidlig kristendom' som typisk af teologer og kirkehistorikere placeres under Konstantin, dvs. begyndelsen af 300-tallet (313-325, se evt. om Konstantin den Store og kristendommens gennembrud).

## Symboler
Under Romerrigets forfølgelse af kristne var kristen kunst underfundig eller tvetydig med brug af billeddannelser, der deltes med hedensk kultur, men blev givet en særlig betydning for kristne.
Den tidligste overleverede kristne kunst er fra det sene 100-tal til det tidlige 300-tal på gravvæggene for kristne i katakomberne i Rom.
Ud fra litterære kilder kan der godt have været panelikoner, der som næsten alle klassiske malerier er forsvundet.
Oprindeligt var Jesus repræsenteret indirekte ved piktogramsymboler som ichthys (fisk), påfugl, Guds lam eller et anker , mens 'Labarum' eller 'Chi-Rho'  – X (chi) + P (rho) – var en senere udvikling.
Senere personificerede symboler blev brugt, herunder Jonas hvis tre dage i fiskens bug fungerer som en præfiguration for intervallet mellem Jesu død og opstandelse, Daniel i løvekulen (Dan 6,1) eller Orfeus der charmerede dyrene med sin lyre.
Billedet af 'Den gode hyrde', en skægløs yngling i pastorale omgivelser samlende får, var det mest almindelige af disse billeder, og blev sandsynligvis ikke opfattet som et portræt af den historiske Jesus.
Disse billeder har en vis lighed med skildringer af kouros-figurer i græsk-romersk kunst.
Det "næsten fuldstændige fravær af det simple, uudsmykkede kors på kristne monumenter i perioden med forfølgelser" – undtagen i forklædt form som ankeret,  – er bemærkelsesværdigt.
Korset, der symboliserer Jesu henrettelse på et kors, var ikke repræsenteret eksplicit i flere århundreder, muligvis fordi korsfæstelsen var en straf man gav almindelige kriminelle, men også fordi litterære kilder bemærkede, at det var et symbol, der blev opfattet som specifikt kristent, da korset som tegn blev brugt af kristne meget tidligt.
Den udbredte opfattelse at de kristne katakomber var 'hemmelige' eller måtte skjule deres tilknytning, er sandsynligvis forkert. Katakomber var store kommercielle foretagender, der sædvanligvis blev placeret tæt ved større indfaldsveje til byen, og deres eksistens var velkendt.
Den manglende udtrykkelige symbolske karakter af mange tidlige kristne visuelle motiver kan i andre sammenhænge have været af diskretion, men på gravene afspejler de sandsynligvis manglen på andet repertoire af kristen ikonografi.
Duen er et symbol på fred og renhed.
Den kan ses med en halo eller glorie eller himmelsk lys.
I et af de tidligste kendte treenighedsbilleder – 'Guds trone som et treenighedsbillede', et marmorrelief fra ca. 400 e.Kr. hos Stiftung Preußischer Kulturbesitz, den preussiske kulturarvsstiftelse – repræsenterer duen Helligånden (Lukas 3,21-22)).
Den svæver over en tom trone (Guds og Lammets trone: Åb 22,1-4), der repræsenterer Gud, i tronen er en chlamys (let kappe) og diadem, der repræsenterer Sønnen.
Chi-Rho-monogrammet , tilsyneladende første gang brugt af Konstantin den Store, består af de to første tegn i navnet 'Christos' på græsk.
| - Jonas, Orfeus, 'Den gode hyrde' og duen - Jonas kastes over bord for at tilbringe tre dage i fiskens bug, Jonas' Bog 2,1 - Mosaikker som denne, med Orfeus som motiv, er fundet i mange senromerske privathuse. - 'Den gode hyrde' i Domitillakatakomberne syd for Via Appia i Rom - Due med olivengren. Domitillakatakomberne |

## Kristen kunst før 313
Antagelsen at tidlig kristendom generelt var anikonisk – imod religiøse billeder i både teori og praksis til omkring 200 – er blevet udfordret af Paul Corby Finneys analyse af skriftlige og materielle overleveringer (1994).
Der skelnes i analysen mellem tre forskellige grunde til holdninger, der berører de tidlige kristne:
For det første den holdning at mennesker kunne have en direkte vision af Gud, for det andet at de ikke kunne, og for det tredje, at selv om mennesker kunne se Gud, var det bedste råd ikke at se, og det var strengt forbudt at fremstille hvad de havde set.
Disse grunde havde rødder i græske og nærøstlige hedenske religioner, i antik græsk filosofi, jødisk tradition og Det Gamle Testamente.
Af de tre grunde eller oprindelser konkluderer Finney, at Israels modvilje mod helligbilleder generelt påvirkede tidlig kristendom betydeligt mindre end den græske filosofiske tradition af usynlig guddommelighed apofatisk defineret (negativt); der lægges således mindre vægt på den jødiske baggrund for de fleste af de første kristne, end de fleste traditionelle vurderinger gør.
Finney vurderer at årsagerne til at kristen kunst ikke er udbredt før 200, intet har at gøre med principiel modvilje mod kunst, med hinsides verdener (en: other-worldliness) eller med antimaterialisme.
Det kan ganske enkelt skyldes at kristne manglede jord og kapital, og at kunst kræver begge.
Så snart de begyndte at erhverve jord og kapital, begyndte kristne at eksperimentere med deres egne karakteristiske kunstformer.
I en kirke i Dura Europos, fra omkring 230-256, som er i den bedste tilstand af de overleverede meget tidlige kirker, er der freskomalerier af bibelske scener, herunder en figur af Jesus, såvel som Kristus som Den gode hyrde.
Bygningen var et normalt hus, der tilsyneladende blev omdannet til brug som kirke.
De tidligste kristne malerier i Roms katakomber er fra et par årtier før, og de repræsenterer den største del af eksemplerne på kristen kunst fra den prækonstantiske periode med hundredvis af eksempler med udsmykning af grave eller familiers gravkamre.
Mange er enkle symboler, men der er mange malerier med personer, som enten viser oranter eller kvindelige bedende figurer, som normalt repræsenterer den afdøde person eller figurer eller letforståelige scener (en: shorthand scenes) fra Bibelen eller kristen historie.
Katakombemaleriernes stil og de mange dekorative elementer er faktisk identiske med katakomberne for andre religiøse grupper, hvad enten konventionelle hedninger følger den antikke romerske religion eller det drejer sig om jøder eller tilhængere af de romerske mystiske religioner.
Kvaliteten af maleriet er lav i forhold til de riges store huse, som indeholder det andet hovedkorpus af malerier overleveret fra perioden, men den kortfattede eller summariske skildring (en: shorthand depiction) af figurer kan have en udtryksfuld charme.
En lignende situation gælder i Dura-Europos, hvor kirkens udsmykning er sammenlignelig med stil og kvalitet i synagogen (som er større og mere overdådigt malet) og med Beltemplet.
I det mindste på sådanne mindre steder ser det ud til, at de tilgængelige kunstnere blev brugt af alle religiøse grupper.
Det kunne også have været tilfældet, at de malede kamre i katakomberne blev indrettet i lignende stil som de bedste fra de bedre stillede familier, med kristne scener og symboler, der erstatter dem fra mytologi, litteratur, paganisme og erotik, selv om vi mangler beviser til at bekræfte det.
Der findes lignende scener på små stykker keramik eller glas, dog mindre ofte fra denne prækonstantinske periode.
Der var en præference for, hvad der undertiden kaldes 'korte' (en: abbreviated) fremstillinger; det kunne være små grupper på en til fire figurer der udgjorde et enkelt motiv, som let kunne genkendes som en bestemt hændelse.
Disse vignetter passede til romersk stil for rumdekoration, anbragt i et skema med geometrisk struktur.
| - Flere figurer kan udgøre et let genkendeligt motiv - 'De tre venner i ovnen med flammende ild' Shadrak, Meshak og Abed-Nego Daniels Bog (Dan 3,10-30) Priscillakatakomberne o. 300 ± - 'Moses slår vand af klippen' Fjerde Mosebog (4. Mos 20,11) Prototype for dåb - 'Kongerne tilbeder Jesusbarnet' Låg til katakombebegravelse (Matt 2,1-12) – 200-tallet |

Bibelske scener af figurer reddet fra dødelig fare var meget populære; de repræsenterede – via typologi – både Jesu opstandelse og frelsen af den afdødes sjæl. Andre bibelske scener var: Jonas og 'hvalen' (fisken), Abrahams ofring af Isak, Noa der beder i arken (fremstillet med bedende gestus, orant i en stor boks, måske med en due med en gren), Moses slår vand af klippen (4. Mos 20,11), Daniel i løvekulen (Dan 6,1) og "de tre venner i ovnen med flammende ild" (Dan 3,10-30). De var alle favoritter, som let kunne afbildes.
Gravlæggelse i sarkofager for de tidlige kristne var en meget dyrere mulighed; de kunne være lavet af marmor og være dekoreret med scener i meget høj relief, fremstillet med bor.
Fristående statuer, der umiskendeligt er kristne, er meget sjældne og aldrig særligt store, da mere almindelige emner som 'den gode hyrde' var symboler, der appellerede til flere religiøse og filosofiske grupper, herunder kristne, og uden at kende baggrunden kan man ikke entydigt knytte dem til kristne.
Typisk er skulpturer, hvor de forekommer, af ret høj kvalitet.
En gruppe, der synes klart kristen, er kendt som 'Cleveland-statuetterne' (Cleveland Statuettes) af Jonas og 'hvalfisken' (Jon 2,1) og består af en gruppe små statuetter ud af ca. 270, herunder to buster af et ungt og smukt klædt par fra et ukendt fundsted, muligvis i det moderne Tyrkiet.
De andre figurer fortæller Jonas' historie i fire dele med en god hyrde. Hvordan de blev vist forbliver uklart.
Afbildningen af Jesus var veludviklet ved udgangen af den prækonstantinske periode.
Han blev typisk vist i fortællende scener, med præference for nytestamentlige mirakler og få scener fra hans lidelseshistorie.
Der blev brugt en række forskellige former for fremtræden, herunder figuren med det tynde, lange ansigt med håret delt på midten af hovedet, der senere blev normen.
Men i de tidligste billeder viser mange af dem en slank og korthåret skægløs figur i en kort tunika, som kun kan identificeres ud fra sammenhængen.
I mange billeder med mirakler bærer Jesus en pind eller tryllestav, som han peger på miraklets emne, snarere som en moderne tryllekunstner (selvom tryllestaven er en hel del større).
Helgener ses ganske ofte med Peter og Paulus, der begge led martyrdøden i Rom, blandt de mest almindelige i katakomberne der.
Begge har allerede fået et særpræg, der blev bevaret gennem den kristne kunsthistorie.
Andre hellige personer kan ikke identificeres, medmindre der er tilføjet en indskrift.
På samme måde kan nogle billeder repræsentere enten den sidste nadver eller en samtidig agapefest.

## Kristen arkitektur efter 313
I 300-tallet voksede den kristne del af befolkningen fordi den nu blev støttet af staten, og det blev nødvendigt at bygge større bygninger til gudstjenester end de mødesteder de kristne ellers havde brugt, som oftest lå i eller blandt almindelige civile bygninger.
Hedenske templer forblev i brug til deres oprindelige formål nogen tid endnu og blev selv når de var blevet forladt – i hvert fald i Rom – undgået af kristne indtil det 6. og 7. århundrede, hvor nogle af dem blev omdannet til kirker.
Andre steder skete det tidligere.
Templer brugt som arkitektoniske forbilleder var uegnede, ikke blot på grund af deres hedenske tilknytning (en: 'pagan associations'), men fordi hedensk kult og ofringer fandt sted udendørs under åben himmel for gudernes øjne, hvorved templet, der husede kultiske figurer og skatte, kom til at fungere som et vinduesløst bagtæppe.
Da kejser Konstantin ønskede at rejse sig et minde om sin fromhed, var basilikaen til rådighed som den velkendte traditionelle arkitektur.
Der var flere variationer af den grundlæggende planudformning af den sekulære basilika, altid en form for rektangulær hal, men den der normalt blev brugt til kirker, havde et midterskib med en gang i hver side og en apsis i den ene ende modsat hoveddøren på den anden.
I – og ofte også foran – apsissen var en hævet platform, hvor alteret blev placeret og præsterne forrettede kirkelige handlinger.
I sekulære bygninger blev denne plan mere typisk brugt som mindre modtagelsesrum for kejsere, guvernører og de rige end til de store offentlige basilikaer, der fungerede som retssale og andre offentlige formål.
Det var det normale mønster, der blev brugt til romerske kirker, og generelt i det vestlige imperium, mens det østlige imperium og romersk Africa var mere eventyrlystne eller dristige (en: adventurous), og deres modeller blev undertiden kopieret i Vesten, for eksempel i Milano.
Alle variationer tillod naturligt lys fra vinduer højt oppe på væggene, en afvigelse fra de vinduesløse helligdomme i templerne for de fleste tidligere religioner, og det forblev et fast træk ved kristen kirkearkitektur.
Udformninger med et stort centralt område skulle blive foretrukket i byzantinsk arkitektur, der tidligt udviklede forskellige typer basilikaer med en kuppel.
En særlig og kortvarig bygningstype med samme basilikaform var gravkapellet som ikke var en normal kirke, selv om de overlevende eksempler for længe siden er blevet til egentlige kirker, de tilbød altid begravelses- og mindestjenester,
men det var en bygning opført i den konstantinske periode som en indendørs begravelsesplads på et sted forbundet med tidlige kristne martyrer, som fx en katakombe.
De seks eksempler bygget af Konstantin uden for Roms mure er: Gamle Sankt Peters Basilika; den ældre basilika dedikeret til Sankt Agnes, hvoraf Santa Costanza er det eneste tilbageværende element; San Sebastiano fuori le mura (S. S. uden for murene); San Lorenzo fuori le mura; Santi Marcellino e Pietro al Laterano og en i parken Villa Gordiani.
Martyrium
var en bygning opført på et sted med særlig betydning, ofte hvor en martyr var begravet.
Ingen særlig arkitektonisk form var forbundet med typen, og de var ofte små.
Mange blev senere til kirker eller til kapeller i større kirker rejst i tilknytning til dem.
De var med dåbskapeller og mausoleer ofte af mindre størrelse og egnede sig til arkitektoniske eksperimenter.
Nøglebygninger som ikke alle er bevaret i deres oprindelige form:
Konstantinske basilikaer: 
- Laterankirken, San Giovanni in Laterano, Rom
- Santa Maria Maggiore, Basilica Liberiana, Rom
- Gamle Sankt Peters Basilika, Antica basilica di San Pietro in Vaticano
- Gravkirken, Den Hellige Gravs Kirke, Jerusalem
- Fødselskirken, Betlehem
- Sofiakirken, Sofia

Med centraliseret plan:
- Santa Constanza, Rom, bygget som et kejserligt mausoleum ved siden af en begravelseshal, hvoraf en del af muren stadig findes.[37]
- Sankt Jørgenskirke (Sankt Georgskirken), Sofia

| - To tidlige kirker i Sofia, Bulgarien - Sankt Sofia kirke, Sofia, Bulgarien, 300-tallet (Type: 'korsbasilika') - Det indre af Sankt Sofia kirke, Sofia - Sankt Georgs rotunda, Sofia, 200-300-tallet (Sankt Georg ~ Sankt Jørgen) - Originale romerske og byzantinske fresker i Sankt Georgs rotunda, Sofia (Type: 'rotunde'-kirke) |

## Kristen kunst efter 313
Med den endelige legalisering af kristendommen fortsatte de eksisterende stilarter inden for kristen kunst at udvikle sig og indtage en mere monumental og stildannende karakter.
Inden for kort tid påbegyndtes opførelsen af store kristne kirker; størstedelen af den rige elite tilpassede sig kristendommen, og offentlig kristen kunst og kunst for eliten blev mere storslået for at passe til den nye situation.
Selv om lån fra hedensk religiøs kunst til motiver som Jomfru Maria med barnet var blevet påpeget så langt tilbage som den protestantiske reformation, da Jean Calvin og hans tilhængere brugte dem som en anledning til at fordømme al kristen kunst,
så er den opfattelse – hos Andrés Grabar, Andreas Alföldi, Ernst Kantorowicz og andre kunsthistorikere fra begyndelsen af 1900-tallet – at romerske kejserlige billeder eller billedbrug (en: Roman Imperial imagery) havde en meget større indflydelse, 'blevet universelt accepteret', idet
en bog af Thomas F. Mathews, der i 1994 forsøgte at undergrave denne tese ved i vid udstrækning at benægte indflydelse fra kejserlig ikonografi til fordel for en række andre sekulære og religiøse indflydelser, fik en hård medfart af akademiske bedømmere.
Efterhånden som de mere velhavende tilsluttede sig kristendomen, blev der fremstillet mere komplekse og dyre værker, og den teologiske diskussion blev ligeledes mere kompleks, da der inden for kristendommen opstod konflikter om den rette dogmatik, blandt andet 'den arianske strid' i 300-tallet.
Samtidig kan man finde en meget anden type kunst i de nye offentlige kirker, der nu blev bygget.
Nogle af de bedste overleverede eksempler er dem fra Rom, hvor de sammen med dem fra Konstantinopel og Jesusalem formodentlig er de mest storslåede.
Mosaikker blev vigtige, og de overlever langt bedre end fresker, selv om de er sårbare over for velmenende restaurering og reparation.
Det synes at have været en nyskabelse i tidlige kristne kirker at udsmykke vægge med mosaikker og bruge dem til 'hellige emner'. Tidligere var mosaikker hovedsagelig blevet brugt til gulve og vægge i haver.
Ved udgangen af perioden havde stilen med guldbaggrund udviklet sig, og den fortsatte med at karakterisere byzantinske billeder og mange i tidlig middelalder i Vesten.
Med mere plads til rådighed udvikledes i kirkerne fortællende billeder med mange mennesker, og de begynder også at kunne ses i senere malerier i katakomberne.
Kontinuerlige rækker af bibelske scener fremstår (ret højt oppe) på kirkens sidevægge.
De bedst bevarede eksempler fra 400-tallet er scener fra Det Gamle Testamente langs skibsvæggene i Santa Maria Maggiore i Rom.
De kan sammenlignes med malerier i Dura-Europos – en romersk befæstet by ved Eufrat i den nuværende Syrien – og kommer sandsynligvis også fra en tabt tradition for både jødiske og kristne illustrerede manuskripter samt mere generelle romerske forlæg.
De store apsisser indeholder billeder i en ikonisk stil (stildannende), som gradvist udviklede sig til at fokusere på en stor figur, eller senere blot en buste, af Kristus eller senere af Jomfru Maria.
De tidligste apsisser viser en række kompositioner, der er nye symbolske billeder af kristent liv og af kirken.
Ingen panelmalerier eller "ikoner" fra før 500-tallet har overlevet i noget der ligner original tilstand, men de blev fremstillet og blev vigtigere i hele denne periode.
Skulpturer meget mindre end naturlig størrelse har overlevet i større antal.
De berømteste af et betydeligt antal overleverede tidlige kristne sarkofager er måske sarkofagen for Junius Bassus og 'Den dogmatiske sarkofag' fra begyndelsen af 300-tallet (it: Sarcofago dogmatico, referende til dogmerne fra første koncil i Nikæa 325).
En række elfenbensfigurer har overlevet, herunder den komplekse Brescia-kiste, et relikviegemme fra slutningen af 400-tallet – muligvis fra Ambrosius' bispesæde i Milano, senere sæde for det kejserlige hof – og fra 500-tallet den såkaldte 'Maximiantrone', en biskopstol for Maximian af Ravenna (†556) i Ravenna, som efter 540 var de byzantinske kejseres administrative hovedstad for de italienske provinser og residens for deres guvernør (exarch).
- Manuskripter
  - Itala-fragmentet fra Quedlinburg, Tyskland - Det Gamle Testamente, 5. århundrede (Itala er på 'gammellatin', Vetus Latina)
  - Wiener Genesis (Første Mosebog)
  - Rossano Evangelier, (ty: Codex purpureus Rossanensis (Purpurkodex von Rossano, Gregory-Aland Nr. 042 oder Σ), er et betydeligt illustreret græsk evangeliarium
  - Cotton Genesis (ty: Codex Cottonianus med dele af Første Mosebog)
- Mosaikker fra senantikken i Italien og tidlige byzantinske mosaikker i Mellemøsten.

### Guldglas
Guldglas var en teknik til fastgørelse af et lag guldblade med udsmykning mellem to smeltede lag glas, udviklet inden for hellenistisk glasudsmykning og genoplivet i 200-tallet.
Der er kun få i stort format, langt størstedelen af de omkring 500 overleverede er små 'rondeller', som i denne sammenhæng er de afskårne bunde af beholdere som vinkopper eller vinglas; de blev blandt andet brugt til at markere og dekorere grave i katakomberne i Rom ved at trykke dem ind i mørtlen.
Det store flertal er fra 300-tallet og ind i 400-tallet.
De fleste er kristne, men mange er hedenske og et par jødiske, og de blev formentlig oprindeligt givet som gaver til brylupper eller festlige lejligheder som nytåret.
Deres ikonografi er blevet studeret meget, men kunstnerisk er de relativt usofistikerede.
Deres emner ligner katakombemalerierne, men med en forskellig vægtning, med hyppigere portrættering af – antages det – afdøde.
Udviklingen i det øgede antal billeder af helgener kan spores her.
Den samme teknik begyndte at blive brugt til de små kuber der blev brugt til mosaikker, guld'tesseraer' for mosaikudsmykning i midten af 1. århundrede i Rom, og ved det 5. århundrede var de blevet standardbaggrunden for religiøse mosaikker.
| - Små afskårne bunde af beholdere med 'guldglas' - Opvækkelsen af Lazarus (Joh 11,1) Museo Pio Cristiano Vatikanet 300-tallet - Jonas og 'hvalfisken' Diameter 10,5 cm Louvre 300-tallet - To 'hellige' Bundfragment af glaskop Kunsthistorisk Museum Wien 300-tallet |